# Feridun Buğeker
Feridun İsmail Buğeker oder nach einigen Quellen auch Ferudun Buğaker (* 5. April 1933 in Istanbul; † 6. Oktober 2014 ebenda) war ein türkischer Fußballspieler und Architekt. Aufgrund seiner langjährigen Tätigkeit für Fenerbahçe Istanbul wird er mit diesem Verein assoziiert. Er spielte in den 1950er und 1960er Jahren etwa sieben Spielzeiten für die Stuttgarter Kickers und war damit einer der ersten türkischen Fußballspieler im deutschen Fußball. Mit der Türkischen Nationalmannschaft nahm er an der Weltmeisterschaft 1954 teil.

## Spielerkarriere

### Verein
Buğeker begann früh sich mit mehreren Sportarten zu beschäftigen. So interessierte er sich neben Fußball auch für andere Sportarten, u. a. für Leichtathletik, die er alle ausübte. Er lief den 100-Meter-Lauf in 11,3 Sekunden und den 200-Meter-Lauf in 24 Sekunden. Nachdem Buğeker in diversen Schul- und Straßenmannschaften Fußball gespielt hatte, begann er 1949 in der Jugend vom Istanbuler Verein Beyoğluspor mit dem Vereinsfußball. Hier wurde er bereits nach wenigen Wochen in die 1. Männermannschaft aufgenommen und spielte die nächsten drei Jahre für diesen Klub.
Zum Sommer 1952 wechselte er dann zum türkischen Traditionsverein Fenerbahçe Istanbul. Hier gelang ihm auf Anhieb der Sprung in die Stammelf. Bis zum Saisonende absolvierte er alle Ligaspiele und traf dabei sechs Mal. Mit seinem Verein wurde er Meister der İstanbul Profesyonel Ligi (dt.: Istanbuler Profiliga). Zudem wurde er im Mai 1953 vom Trainer der türkischen Nationalmannschaft, dem Italiener Sandro Puppo, im Rahmen eines Testspiels gegen die Schweizer Nationalmannschaft für die Nationalmannschaft nominiert und gab in der Partie vom 25. Mai 1953 sein Länderspieldebüt.
Buğeker, der neben seiner Fußballspielerkarriere an der İstanbul Teknik Üniversitesi (kurz İTÜ) u. a. bei Paul Bonatz Architektur studierte, spielte bis zum Sommer 1955 bei Fenerbahçe. Nach anderen Quellen studierte er an der İTÜ Maschinenbau. Buğeker lagen mehrere Angebote aus dem Ausland vor, u. a. aus Italien und Deutschland. Da Buğeker ohnehin vorhatte sein Studium im Ausland fortzusetzen, suchte er nach einer Gelegenheit sein Weiterstudium mit seinem Wechsel ins Ausland zu verbinden. So wechselte Buğeker nach Stuttgart zu den Stuttgarter Kickers und studierte nebenher an der Universität Stuttgart bei seinem alten Professor Paul Bonatz Architektur, wonach er ein Vertreter der Stuttgarter Schule wurde. Nach anderen Quellen studierte er Ingenieurswesen. Bei den Kickers etablierte er sich schnell innerhalb der Mannschaft und war dann in der Stammelf gesetzt. Ende 1957 brach er sich das zweite Mal das Bein und musste so verletzungsbedingt mehrere Monate pausieren. Während seiner Zeit in Stuttgart verbrachte er seinen jährlichen Urlaub immer in seiner türkischen Heimat und hielt sich bei seinem alten Verein Fenerbahçe fit.
Nachdem Buğeker zum Frühjahr 1963 sein Studium beendet hatte, kehrte er in die Türkei zurück und heuerte bei seinem alten Verein Fenerbahçe an. Hier spielte er wenige Monate und beendete anschließend seine aktive Fußballspielerlaufbahn.

### Nationalmannschaft
Nachdem Buğeker 1953 bei seinem Verein Fenerbahçe durch gute Leistungen überzeugt hatte, nominierte ihn der Nationaltrainer Sandro Puppo für ein Testspiel gegen die Schweizer Nationalmannschaft am 25. Mai 1953 in den Kader der Türkischen Nationalmannschaft. Buğeker gab während dieser Partie sein Länderspieldebüt. Fortan zählte er zwei Jahre lang zu den regelmäßig nominierten Nationalspielern.
Er wurde auch in den Kader der Türkei für die Weltmeisterschaft 1954 berufen. Hier belegte man am Ende der Gruppenphase punktgleich mit der deutschen Auswahl den zweiten Tabellenplatz. Obwohl man das bessere Torverhältnis hatte, wurde nach der damaligen Regelung der Gruppenzweite durch ein Entscheidungsspiel zwischen diesen beiden Teams ermittelt. Diese Begegnung entschied Deutschland 7:2 für sich. Buğeker kam bei zwei Spielen seines Teams während dieses Turniers zum Einsatz. Nach der WM fand Buğeker keine weitere Berücksichtigung in der Nationalelf.
Zudem spielte er 1953 einmal für die zweite Auswahl der Türkischen Nationalmannschaft.

## Erfolge
Mit Fenerbahçe Istanbul
- Meister İstanbul Futbol Ligi: 1948/49
- Meister İstanbul Profesyonel Ligi: 1954/55

Mit der Türkischen Nationalmannschaft
- Teilnahme an der Weltmeisterschaft: 1954